# 刘定安
刘定安（1898年—1984年），男，山西原平人，中国政治人物，曾任农业部种子局局长，第三、四、五、六届全国政协委员。